# Caspar Bartholin młodszy
Caspar Bartholin młodszy (ur. 10 września 1655 w Kopenhadze, zm. 11 czerwca 1738 tamże) – duński anatom, jako pierwszy opisał tzw. gruczoły Bartholina. 

## Życiorys
Był wnukiem swojego imiennika Caspara Bartholina, z którym jest czasem mylony. Jego ojciec Tomasz, był innym znanym naukowcem z rodziny Bartholinów.
Caspar Bartholin rozpoczął studia w 1671. W wieku 19 lat, w 1674, uzyskał tytuł profesora filozofii od króla Krystiana V. Następnie przez trzy lata podróżował po Europie. W Paryżu odkrył u krów, wraz z Guichardem Duverneyem, gruczoły nazwane jego nazwiskiem. Po powrocie do Danii pracował jako wykładowca na uniwersytecie. W 1678 jego ojciec, Tomasz Bartholin, nadał mu tytuł doktora medycyny.
Większość z jego dzieł opierała się na pracach innych uczonych. W późniejszym okresie swojego życia Caspar Bartholin stał się aktywnym politykiem. Karierę rozpoczął od stanowiska sędziego sądu najwyższego. W 1719 został prokuratorem generalnym. W 1731 jego rodzina uzyskała tytuł szlachecki. Caspar Bartholin był oskarżany o m.in. nepotyzm i dbanie bardziej o swoje interesy niż o uniwersytet. Przez 37 lat po zakończeniu aktywnej pracy jako profesor, pobierał z uczelni pensję.